# Toshihiro Yahata
Toshihiro Yahata (født 29. maj 1980) er en tidligere japansk fodboldspiller.
Han har spillet for flere forskellige klubber i sin karriere, herunder Kashima Antlers, Vegalta Sendai og Mito HollyHock.